# Гасси (озеро)
Гасси (также Гасе) — пресноводное озеро в Нанайском районе Хабаровского края России. Площадь зеркала — 27,2 км². Водосборная площадь — 6800 км².
Озеро Гасси находится в правобережной пойме нижнего течения реки Амур, соединяется с ней протоками Гассинская и Найхинская. 
Имеет удлинённую форму, западная береговая линия сильно изрезана протоками и вдающимися полуостровами. Берега низкие. В озеро Гасси впадают реки: Пихца, Хар и Бабчи. Имеет сток в Амур через протоки Гассинская и Найхинская. Гасси также соединяется протокой с соседним озером Пир, лежащим в 5,7 км к западу.
В 2,5 км северу от озера, на протоке Гассинская расположено село Дубовый Мыс. В средней части озеро пересекает автомобильная дорога A376 Хабаровск — Комсомольск-на-Амуре и газопровод.
Для охраны мест обитания и размножения дальневосточной черепахи, включенной в Красные книги РФ и Хабаровского края, в 1979 году озеро получило охранный статус — Памятник природы краевого значения «Озеро Гасси». Помимо черепах, на берегах озера обитают белая цапля и большая выпь, а из земноводных —  дальневосточная жерлянка.